# Eucalyptus urnigera
Eucalyptus urnigera är en myrtenväxtart som beskrevs av Joseph Dalton Hooker. Eucalyptus urnigera ingår i släktet Eucalyptus och familjen myrtenväxter. Inga underarter finns listade i Catalogue of Life.